# Pacificincolidae
Pacificincolidae är en familj av mossdjur. Pacificincolidae ingår i ordningen Cheilostomatida, klassen Gymnolaemata, fylumet mossdjur och riket djur. I familjen Pacificincolidae finns 3 arter. 
Kladogram enligt Catalogue of Life:
| Pacificincolidae | \| \| Pacificincola \| \| \| \| \| \| Pacifincola \| \| \| \| |
|                  | \| \| Pacificincola \| \| \| \| \| \| Pacifincola \| \| \| \| |
|                  | Pacificincola                                                 |
|                  |                                                               |
|                  | Pacifincola                                                   |
|                  |                                                               |